# Casa Cordelles
La casa Cordelles és un edifici situat als carrers de Sant Pere Més Baix i de Verdaguer i Callís de Barcelona, catalogat com a bé cultural d'interès local. Actualment acull l'Espai Francesca Bonnemaison de la Diputació de Barcelona, que aglutina una biblioteca pública, l'Escola de la Dona, la Bonne i diverses oficines.

## Història
En el seu testament del 1564, Jaume de Cordelles va instituir una causa pia, nomenant-ne com a patró el seu nebot Miquel de Cordelles (†1596), que el 1593 faria construir l'edifici del Col·legi de Cordelles a la Rambla. A finals del segle xvii o principis del xviii, Isabel de Cordelles i Guinard, pubilla de Felicià de Cordelles i Ramanyer, senyor de Mura, es va casar amb Josep de Copons i d'Esquerrer, VI senyor de Malmercat, amb qui va tenir vuit fills, un dels quals, Francesc de Copons i de Cordelles, VII senyor de Malmercat, heretà tot el patrimoni i títols dels Cordelles. El 1787, Francesc Antoni de Copons-Cordelles i Vilallonga, X senyor de Malmercat, va demanar permís per a edificar una casa de planta baixa i quatre pisos a la vora del carrer de Montjuïc de Sant Pere (actualment de Verdaguer i Callís), on hi havia l'hort. El 1805, va demanar novament permís per a construir unes botigues de planta baixa a l'hort i reformar la façana del carrer de Sant Pere Més Baix, i el 1815 encara va fer-hi més obres.
La seva neta Martina Portella i de Copons-Cordelles es va casar amb Zenón de Castillón, veí de Ponzano (província d'Osca), i l'hereu fou José Tomás de Castillón y Portella, que hi va emprendre un seguit de reformes, a càrrec dels mestres d'obres Francesc Ubach (1849), Joan Soler i Cortina (1855), i Josep Fontserè i Mestre (1857-1858).
Casat amb Pilar Martínez de Arizala i de Sabater, la propietat fou heretada per la seva filla Dolors de Castillón i Martínez de Arizala, incapacitada i casada amb Ramon Maria de Bielsa i Hostalric. El 1902, en el curs d'un litigi instat per Manuel Raventós i Domènech per impagament d'un préstec hipotecari, va ser subhastada, essent adquirida per Francesc Vallès i Mas, cavaller de l'orde de Sant Jaume, que la va revendre a la superiora de la Congregació de Religioses del Sagrat Cor de Jesús.
El 1903 s'hi va instal·lar el Foment del Teatre Líric Català. Uns anys després hi havia el Foment de la Pietat Catalana, editorial de llibres religiosos en català fundada el 1909 per Eudald Serra i Buixó. El 1922, per tal d'instal·lar-hi l'Institut de Cultura i Biblioteca Popular de la Dona, fundat per Francesca Bonnemaison, se'n reformà la part vella (al principal de la qual hi ha encara la biblioteca) i es construí la resta de l'extens conjunt amb façana al carrer de Verdaguer i Callís, que inclou una capella amb pintures de Josep Obiols. El 1941, la biblioteca i el casal van passar a mans de la Diputació de Barcelona.

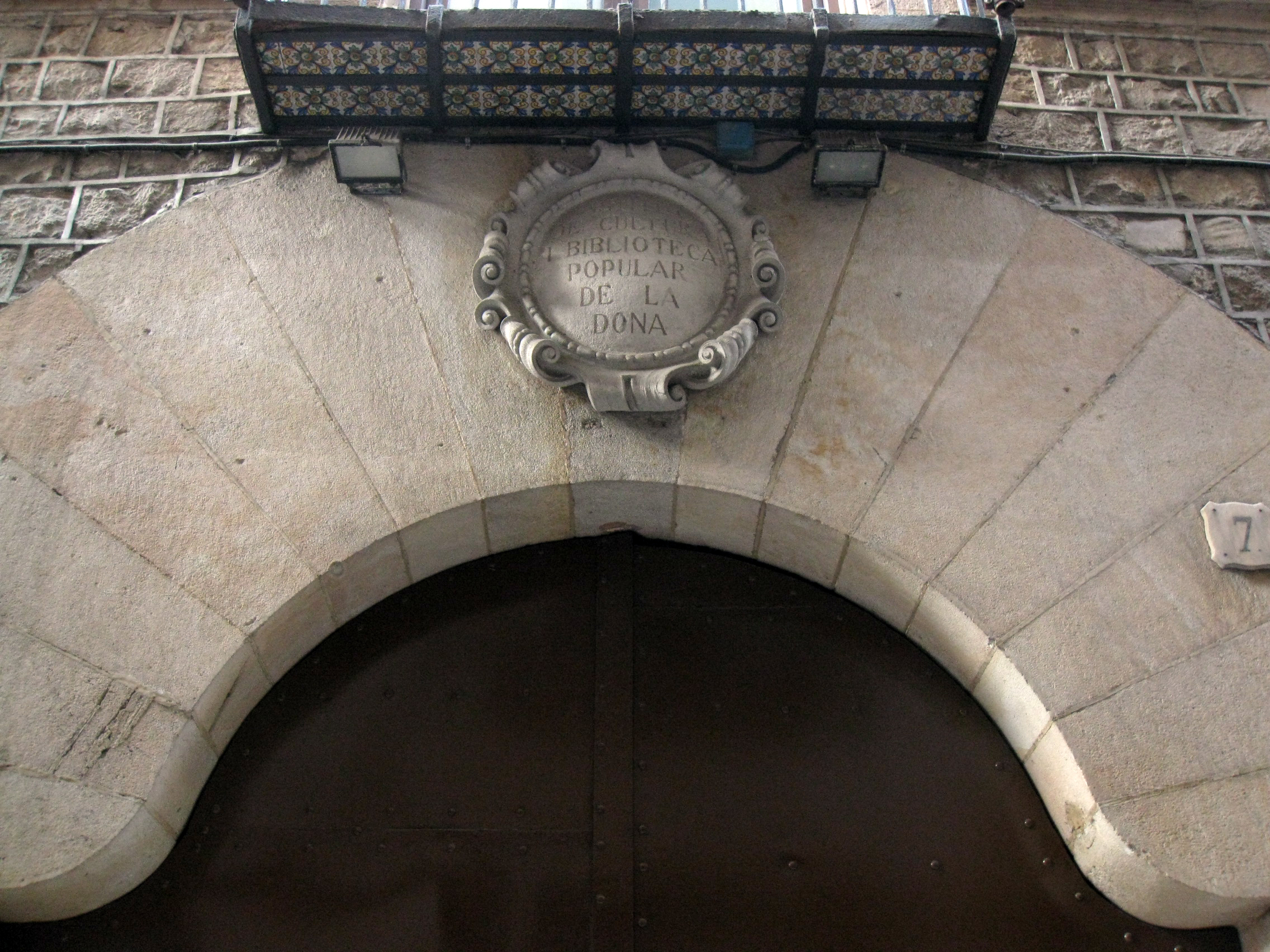
Escut de l'Institut de Cultura i Biblioteca Popular de la Dona

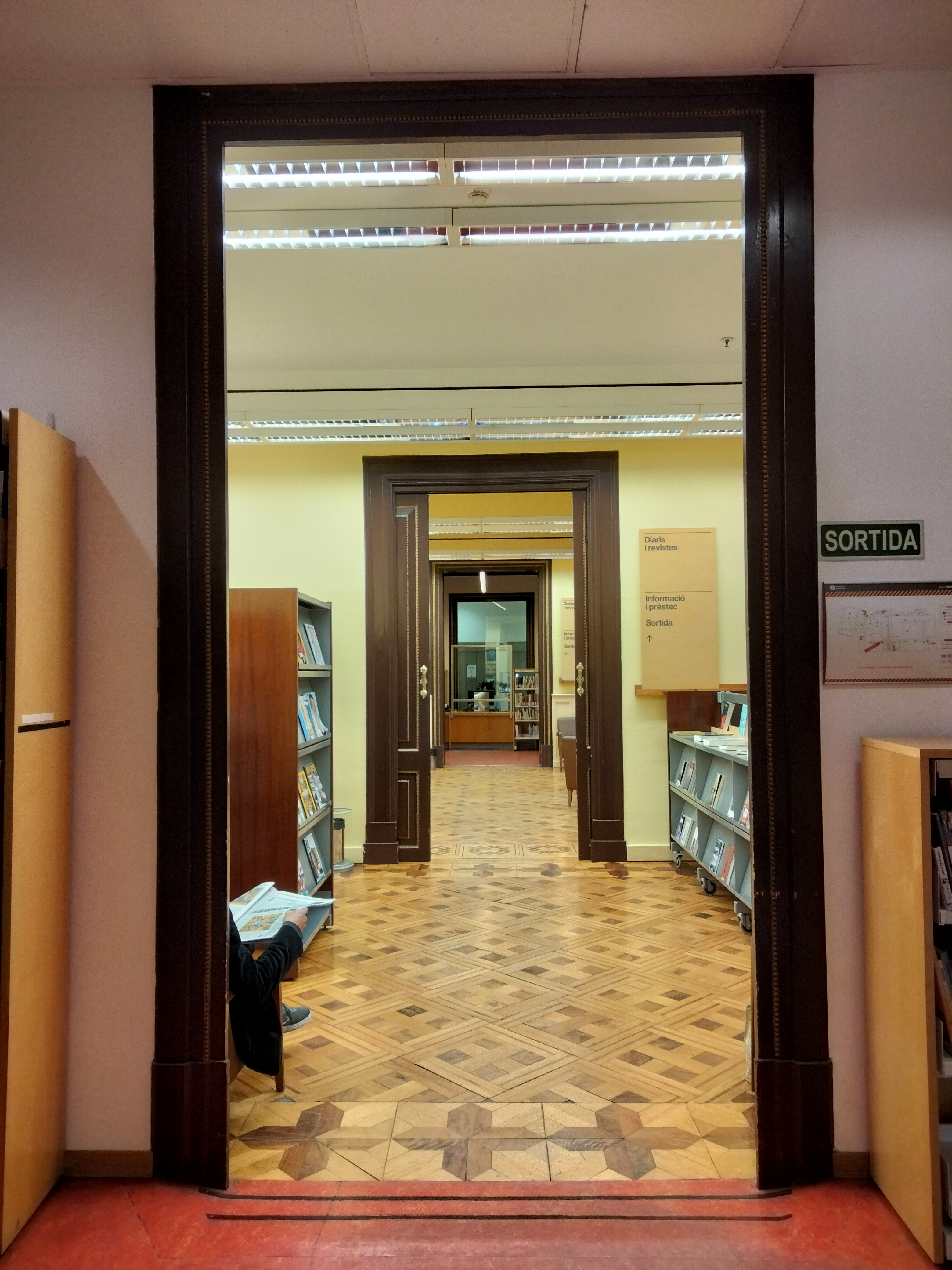
Biblioteca

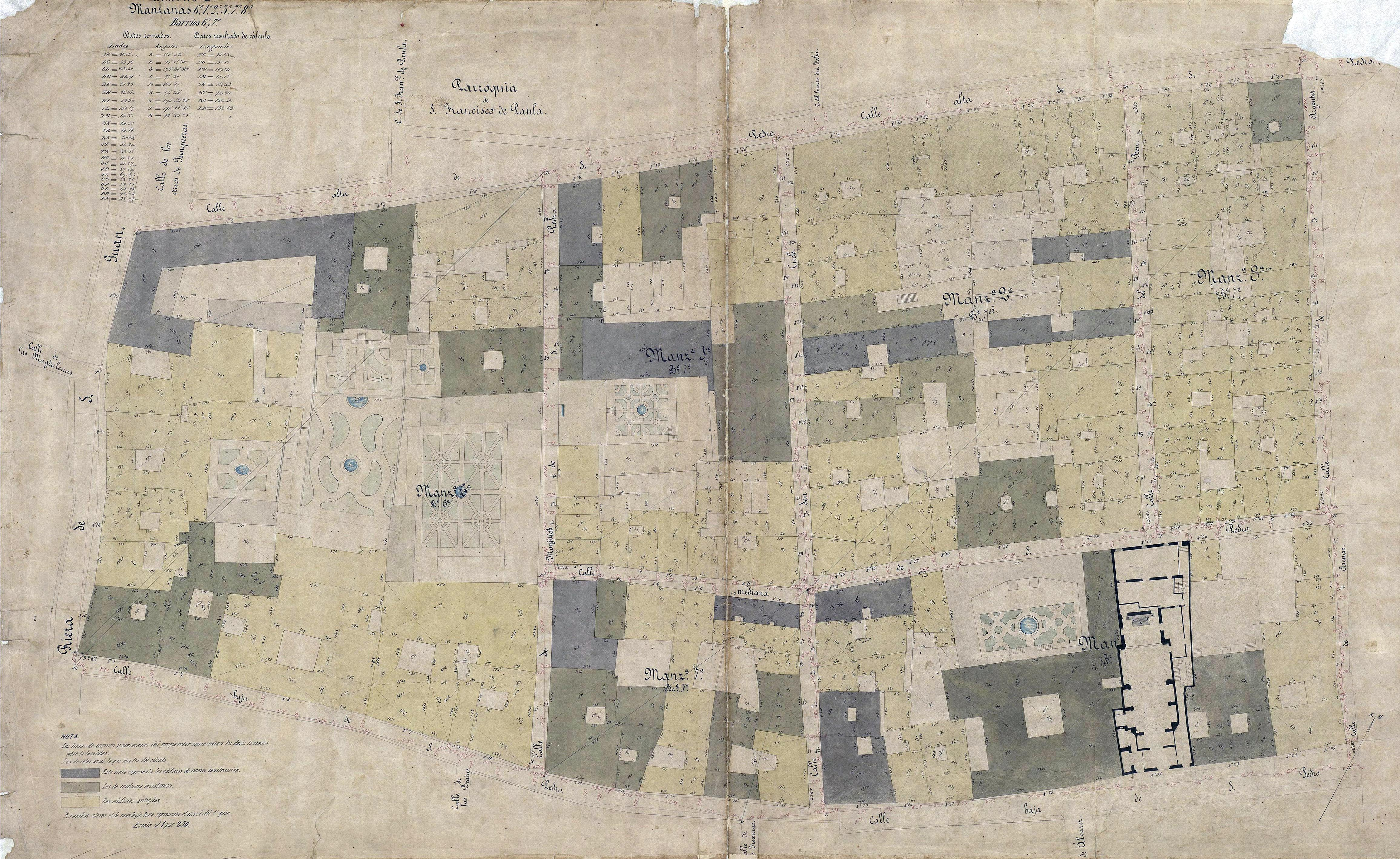
Quarteró núm. 24 de Garriga i Roca (c. 1860)

## Descripció
Es tracta d'un edifici consistent en una àmplia planta baixa, una planta principal i una segona planta una mica més petita. A l'interior, hi ha un ampli pati central amb escala protegida per una llotja.
Als baixos hi ha un gran portal adovellat, amb una placa a la clau on figura la llegenda «Institut de Cultura i Biblioteca Popular de la Dona». L'aparell d'aquest tram i de més amunt és de blocs regulars ben escairats, amb perfils de guix que li confereixen un aspecte encara més ordenat. Flanquejant l'esmentat portal, hi ha dues grans obertures amb arc escarser, llinda marcada i forja completa. La planta principal presenta tres grans obertures emmarcades i amb llinda de pedra d'una mida major i més regular que l'aparell general. Tenen balcons amb rajoles del segle xviii i baranes de ferro forjat. El segon pis, ja molt més senzill, només presenta quatre obertures una mica desplaçades del centre, cosa que provoca un buit central.